# Today
"Today" är en låt av det amerikanska rockbandet The Smashing Pumpkins, skriven av sångaren och gitarristen Billy Corgan. Låten, som kan tyckas vara uppåt och energisk, har en mörk text. Corgan skrev låten kring en dag då han hade självmordstankar, vilket exemplifieras av referensen till självskadebeteendet i låtens refräng. Kontrasten mellan låtens vemodiga tema och mjuka instrumentella del under verserna, i kombination med användning av ironi i texterna, har dock gjort att många lyssnare förblivit omedvetna om låtens berättelse om depression och förtvivlan. Låten växlar mellan tysta verser och högljudda refränger med lagrad, distorderad gitarr.
"Today" utgavs i september 1993 som den andra singeln från gruppens andra album, Siamese Dream. Även om Corgan valde öppningsspåret "Cherub Rock" som albumets ledande singel har "Today" och dess uppföljare "Disarm" enligt Allmusic populariserat bandet och lyft upp Siamese Dream. "Today" har överlag blivit varmt mottagen av kritiker. I en artikel om låten i tidskriften Blender beskrevs den ha "uppnått en anmärkningsvärd status som en av sin generations renodlade låtar, speglar perfekt det brutna utanförskapet hos amerikanska ungdom på 1990-talet."

## Bakgrund och inspelning
| Billy Corgan (vänster) producerade låten tillsammans med Butch Vig (höger). |  | Billy Corgan (vänster) producerade låten tillsammans med Butch Vig (höger). |
| Billy Corgan (vänster) producerade låten tillsammans med Butch Vig (höger). |  |                                                                             |

Efter en måttlig succé med debutalbumet Gish hajpades The Smashing Pumpkins som "nästa Nirvana". Den följande perioden innebar dock en hel del svårigheter för bandet. Trummisen Jimmy Chamberlin genomgick ett ökande svårt beroende av heroin, kompgitarristen James Iha och basisten D'arcy Wretzky hade nyligen avslutat ett romantiskt förhållande och Billy Corgan hade blivit överviktig, djupt deprimerad och fått skrivblockering. Corgan har senare berättat att "efter det första albumet blev jag helt självmordsbenägen. Det var en åtta månader lång depression, kanske en månad mer eller mindre, och jag var ganska självmordsbenägen i ungefär två eller tre månader". Kantade av dessa problem begav sig gruppen till Triclops Sound Studios i Atlanta för att spela in sitt nästa album.
"Today" var den första låten Corgan skrev för Siamese Dream. Han sa, "Den dagen jag skrev 'Today' hörde min manager den och sa 'Det är en hit', och jag antar att den på sätt och vis var det". Corgan spelade själv in en demo som han visade upp för producenten Butch Vig och resten av sitt band, som alla gav positiv respons. "Today" hade redan en ackordföljd och en melodi men Corgan kände att det behövdes ett öppningsriff till låten. En dag "helt från ingenstans hörde jag öppningslicket ton för ton i mitt huvud", sa Corgan. "När jag lade till öppningsriffet ändrade det låtens karaktär helt. Plötsligt hade jag en låt som började tyst och som sedan blev väldigt högljudd". Kort därefter kom chefer från Virgin Records för att stämma av hur det stod till med bandet efter att de hade fått höra om deras problem, men var tillfreds med demon. Detta omdöme gjorde det dock bara stressigare för Coran, som valde att spela in merparten av gitarr- och basdelarna själv, även på den färdiga versionen av "Today".
Siamese Dream slutfördes fyra månader efter deadline med en kraftigt överstigen budget. Inför lanseringen såg cheferna vid Virgin Records "Today" som den ideala huvudsingeln men Corgan föredrog hellre "Cherub Rock", en av de sista låtarna som skrevs för albumet. Enligt Corgans önskan släpptes "Cherub Rock" först men låten blev inte någon större succé. Istället gjorde "Today" bandet populära genom radiospelningar och en framgångsrik musikvideo.

## Låtskrivandet

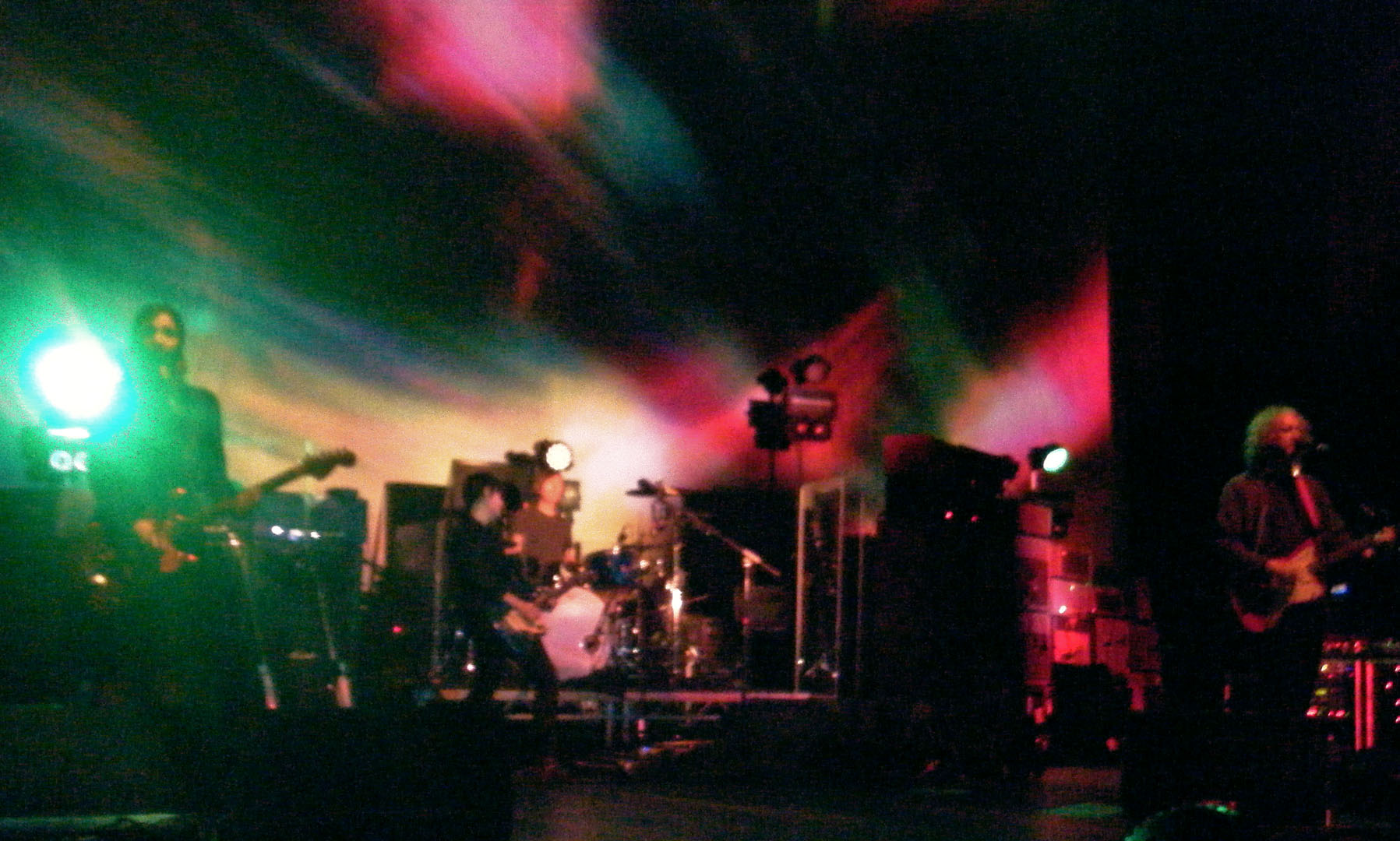
De distade gitarrdelarna i låten har jämförts med My Bloody Valentine.

"Today" är skriven i tonarten Ess-dur (E♭) och spelas i standardstämning. Ett tag övervägde Corgan att helt enkelt stämma ner gitarren ett halvt steg och spela låten som om den var i tonarten E, men höll fast vid Ess-dur och kommenterade: "Det var något med E♭-stämman som jag gillade. Så den är absolut avsiktligt i E♭, inte E." "Today" är en av låtarna på Siamese Dream där Corgan helt tog över Ihas och D'arcys roller på gitarr och bas för att försäkra sig om kvaliteten. Wretzky har senare sagt att Corgan "kan göra något på tre tagningar som skulle ta mig 20".
Låten, som är tre minuter och 21 sekunder lång, inleds med ett gitarriff som bygger på den pentatoniska skalan i E♭-dur. Corgan använder detta riff (tillsammans med variationer av det) för att betona vissa delar och för att indikera skiftningar i låten. Efter att riffet har spelats fyra gånger kommer resten av bandet in med feedback-driven gitarr. Ned Raggett från Allmusic uppmärksammade låtens sätt att "skifta mellan lugnare, nästan Cure-liknande sektioner och de högre crunch-delarna [och Corgans] sedermera karaktäristiska gitarrstil som tar My Bloody Valentines egna hypnotiska riffande till mer tillgängliga resultat". Refrängen, bestående av flera gitarrspår av barréackord, är ett exempel på bandets tendens att använda flera kompgitarrspår som pålägg. Även om låten inte innehåller ett traditionellt gitarrsolo hörs en kort melodisk gitarrdel under låtens stick. Corgan förklarade: "Det lilla gitarruppehållet över C-ackordet är faktiskt en framlänges-sampling som vi lade in baklänges. Sedan är det en konstig rösteffekt som rör sig längs högtalarna, en 'yan-yan-yan-yan'-grej, som skapades genom att använda en Roland Space Echo för att återskapa på de sista orden av sångraden, 'I wanna turn you on.'"
Den mörka, ironiska texten till "Today", som beskriver en dag då Corgan kände sig deprimerad och självmordsbelägen, bildar en kontrast gentemot instrumentationen. Michael Snyder från San Francisco Chronicle har sagt att låten är "just så fin som en rockballad kan bli" men att "Corgan lyckas förmedla upprymdheten och den tragiska befrielsen han letar efter". Corgan har sagt till Rolling Stone att "Jag var självmordsbelägen [...] Jag tyckte bara att det var kul att skriva en låt som uttrycker att idag är den bästa dagen i ditt liv för det kan inte bli värre". Corgan har senare jämfört låtskrivandet av "Today" och "Disarm" med att "slita ut [sina] inälvor".

## Musikvideo
Låtens musikvideo, regisserad av Stéphane Sednaoui, gav bandet ytterligare mainstreamsuccé genom flitig speltid på MTV. Videon hade premiär i september 1993. Liksom flera andra av The Smashing Pumpkins tidiga videor filmades den med utrustning av låg kvalitet, vilket var ett medvetet stilmässigt val. Corgan sa att inspirationen till handlingen kom från ett minne han hade om en glassbilsförare som slutade sitt jobb och gav ut sitt resterande lager av glass till barnen på kvarteret. Denna idé kombinerades sedan med Sednaouis egna vision, inspirerad av filmen Zabriskie Point. Videon släpptes 2001 på DVD-samlingen Greatest Hits Video Collection.
Videon inleds med att Corgan läser en serietidning klädd som en glassbilsförare. Ett klipp från introt av låten spelas och stoppas upprepande gånger innan låten börjar. Grupper på två eller fler personer kysser varandra runtom Corgan medan han kör en glassbil genom en öken. Corgan låter Iha, iklädd en klänning, stiga på och de kör vidare till de kommer fram till en bensinstation där Chamberlin och Wretzky spelar två servicebiträden. Efter att Iha byter till en gul och vit cowboyklädsel målar bandet glassbilen i olika färger. Dock blir Corgan till slut kickad från glassbilen och videon slutar med att Corgan går bort från vägen med en cowboyhatt på huvudet medan glassbilen åker iväg.

## Mottagande
"Today" möttes överlag av positiv kritik. Ned Raggett på Allmusic kallade låten för en "direkt stormig men catchig hitsingel". Johnny Black på Blender noterade att låten "hade uppnått en påtaglig status som en av de utmärkande låtarna för sin generation". Musikjournalisten Robert Christgau räknade "Today" som en av höjdpunkterna på Siamese Dream. I en recension för Stylus Magazine menade Brett Hickman dock att "inget kan få 'Today' att låta som ny igen. Detta är ett utmärkt exempel på kraften som radio och MTV har i att förstöra en jättebra låt". "Today" toppade tidningen Eye Weeklys lista över årets bästa singlar, och tog sig även upp till plats 32 på den motsvarande listan från NME.
Som en av The Smashing Pumpkins mest framgångsrika tidiga singlar är "Today" en av de låtar som tog gruppen till mainstream. Det var vid tillfället gruppens högst listnoterade låt, med en fjärde plats på Billboardlistan Modern Rock Tracks. Låten nådde även topplaceringen 28 på Billboardlistan Mainstream Rock Tracks och var en av bandets första listnoterade låtar i Storbritannien, med topplaceringen 44. "Today" kallades senare för en av "hitsen som tog det coola alternativbandet till stadiumrock-området" av BBC:s Dan Tallis i en recension av gruppens greatest hits-album Rotten Apples, samt för "Smashing Pumpkins röda matta till det glorifierade broderskapet av alternativ rockradio" av Nick Sylvester på Pitchfork Media.

## Andra utgivningar
"Today" finns med på många av The Smashing Pumpkins skivor, bland annat på Rotten Apples och samlingsboxen Siamese Singles. En liveversion inspelad i bandets hemstad Chicago släpptes på videobandet Vieuphoria och dess sammanhörande album Earphoria, och hyllades som "en triumferande inspelning" av Pitchfork-skribenten Chris Dahlen. En annan liveinspelning från Chicago återfinns på promoskivan Live in Chicago 23.10.95. Låten har även getts ut i olika versioner på flera av gruppens bootlegs såsom Unplugged: 100% Pure Acoustic Performances, som innehåller inofficiella akustiska liveinspelningar.
Därtill har "Today" släppts på en del samlingsskivor med blandade artister. Den artonde volymen av Indie Top 20, en Melody Maker-sponsrad samlingsserie, har "Today" som spår 14. Låten finns med på dubbelalbumet Rock Am Ring, utgivet genom nederländska MTV med hitsinglar från tidiga 1990-talet.
Låten finns också med i tv-spelet Rock Band 2.

### Covers
Låten har spelats in som cover till flera hyllningsalbum. A Gothic–Industrial Tribute to The Smashing Pumpkins innehåller en dance-influerad tolkning av industrial-bandet Shining. Solomon Burke Jr., son till soulmusikern Solomon Burke, bidrog med en "radikalt förändrad" version av "Today" för Midnight in the Patch: Tribute to The Smashing Pumpkins där han framförde låten i Motown-stil. Andra covers har gjorts av Armor for Sleep på The Killer in You: A Tribute to Smashing Pumpkins och Death Rawk Boy på Ghost Children/Friends and Enemies. Låtens introriff har även samplats av den japanska gruppen Dragon Ash i deras låt "Grateful Days". 2010 släppte den amerikanska singer-songwritern John Craigie en cover på sitt album Leave the Fire Behind.

## Format och låtlistor
Alla låtar skrivna av Billy Corgan.
| 1. | Today           | 3:22 |
| 2. | Hello Kitty Kat | 4:32 |
| 3. | Obscured        | 5:20 |

| 1. | Today              | 3:22 |
| 2. | Apathy's Last Kiss | 2:42 |

| 1. | Today              | 3:22 |
| 2. | Hello Kitty Kat    | 4:32 |
| 3. | Obscured           | 5:20 |
| 4. | Apathy's Last Kiss | 2:42 |
| 5. | French Movie Theme | 3:49 |

## Medverkande
- Billy Corgan – sång, gitarr, producent
- James Iha – gitarr
- D'arcy Wretzky – bas
- Jimmy Chamberlin – trummor
- Butch Vig – producent

## Listplaceringar
| Lista (1993)                                   | Högsta placering |
| ---------------------------------------------- | ---------------- |
| Kanada Top Singles (RPM)                       | 82               |
| Nya Zeeland (Recorded Music NZ)                | 27               |
| Storbritannien (UK Singles Chart)              | 44               |
| USA Bubbling Under Hot 100 Singles (Billboard) | 3                |
| USA Hot 100 Airplay (Billboard)                | 56               |
| USA Modern Rock Tracks (Billboard)             | 4                |
| USA Hot Mainstream Rock Tracks (Billboard)     | 28               |

## Utmärkelser i media
| Publikation | Land           | Lista                                      | År   | Rank |
| ----------- | -------------- | ------------------------------------------ | ---- | ---- |
| Eye Weekly  | Kanada         | Singles of the Year                        | 1993 | 1    |
| NME         | Storbritannien | Singles of the Year                        | 1993 | 32   |
| Blender     | USA            | The Greatest Songs Ever!                   | 2001 | *    |
| Q           | Storbritannien | The 1001 Best Songs Ever (2003)            | 2003 | 462  |
| 97X         | USA            | The 500 Best Modern Rock Songs of All Time | 2006 | 63   |

(*) avser en onumrerad lista.